# Schloss Cognac

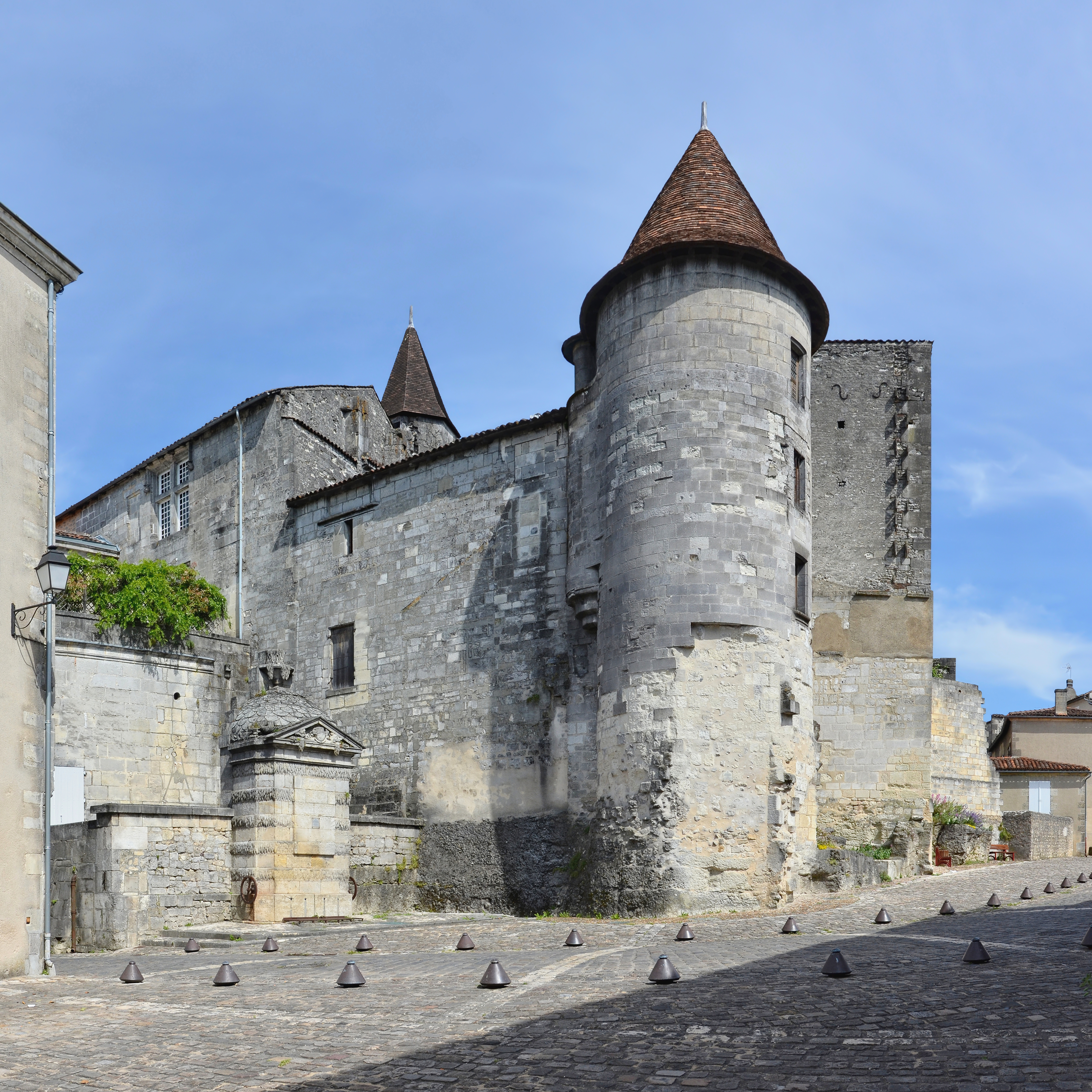
Schloss Cognac

Das Schloss Cognac (franz. Château de Cognac, Château des Valois oder Château François I.) ist eine seit dem 10. Jahrhundert existierende und mehrfach wiederaufgebaute Burganlage in Cognac. Seit dem Jahr 1925 ist das Bauwerk als Monument historique anerkannt.

## Geschichte
Die Burg besteht seit 950, als Hélie de Villebois, erster Herr von Cognac, ein castrum errichten ließ. Um das Jahr 1000 ließen sich Itier und Arnaud de Villebois hier nieder und gründeten ihre Dynastie. Dieser Bau ist durch ein Dokument aus dem Jahr 1030 sowie Urkunden der Kirche Saint-Léger aus dem Jahr 1031 bekannt. Um diese damalige Burg, von der nichts erhalten ist, bildete sich eine Siedlung, die spätere Stadt Cognac. Um 1200 wurde die Burg an gleicher Stelle in Stein neu gebaut, gleichzeitig mit einer ersten Mauer um den Ort.
Durch Erbschaft kam Cognac an das Haus Plantagenet, als der englische König Richard Löwenherz seinen Sohn Philipp mit der Erbin Amélie de Cognac verheiratete, der wiederum Cognac an seinen Onkel Johann Ohneland verkaufte. Dessen Witwe, Isabella von Angoulême, heiratete Hugo X. von Lusignan, der Cognac trotz seiner Exkommunikation behaupten konnte. König Philipp IV. brachte Cognac an die französische Krone. Von 1366 bis 1370 war die Burg, neben der Burg Angoulême, eine der Residenzen von Edward of Woodstock, dem „Schwarzen Prinzen“.
Während des Hundertjährigen Kriegs (1337–1453) sah die Burg wechselnde Besitzer, je nach Kriegs- oder Vertragslage. Erst die Rückkehr von Jean de Valois nach seiner 25-jährigen Gefangenschaft in England (1415–1440) brachte wieder eine Zeit des Friedens. Er fand eine verlassene Burg in schlechtem baulichen Zustand vor und begann um das Jahr 1450 mit dem Wiederaufbau. Sein Sohn Charles und dessen Ehefrau Luise von Savoyen machten aus Cognac ein Zentrum der Wissenschaft und der Kunst. Ihre Tochter Margarete von Navarra und ihr Sohn François, der spätere König Franz I., der hier 1494 geboren wurde, vergaßen den Ort nicht: um 1517 ließ Franz I. die nüchterne Renaissancefassade entlang des Flussufers erbauen.

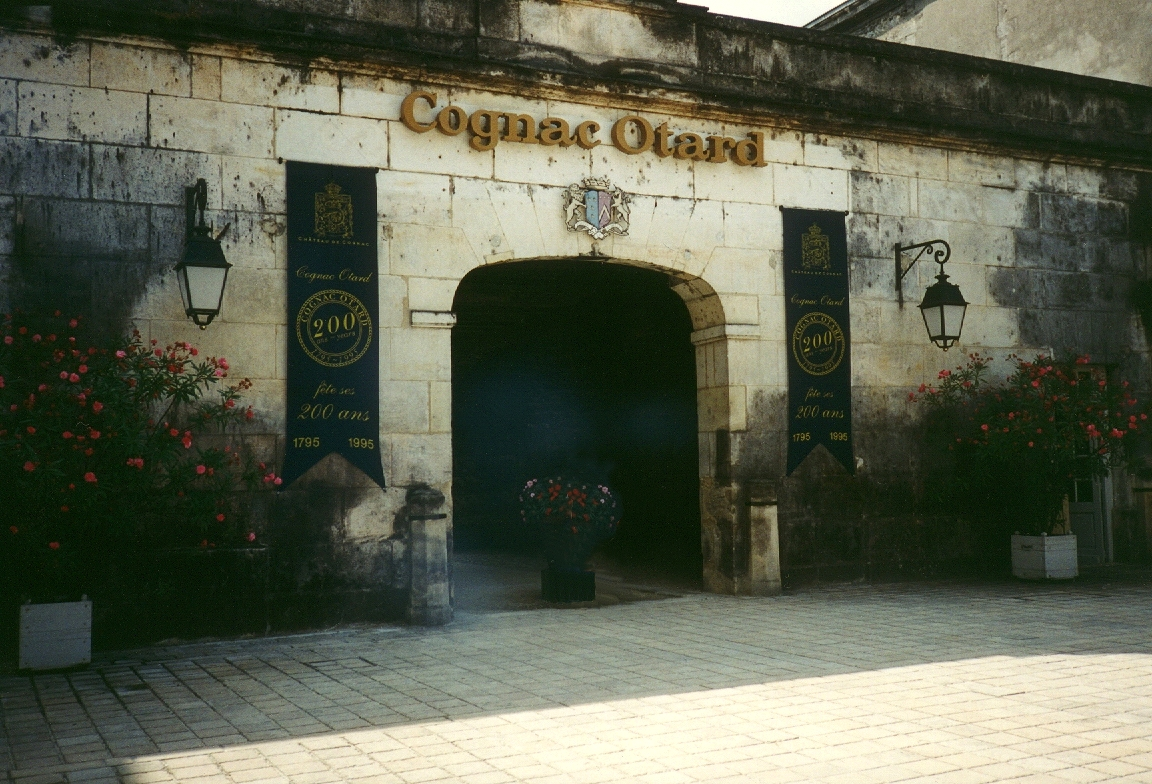
Eingang der Cognac-Kellerei Otard

Durch Vernachlässigung verfiel das Schloss ab dem Ende des 17. Jahrhunderts. Sein Besitzer gegen Ende des 18. Jahrhunderts, der Graf von Artois und spätere König Karl X., verkaufte sogar einige der Gebäude. Während der Französischen Revolution zum Nationalgut (bien national) erklärt und zum Abriss freigegeben, wurde das Schloss 1795 von zwei Weinbrandproduzenten, den Herren Otard und Dupuis, gekauft, um in den gewölbten Kellern und Räumen Lager für Cognac-Fässer einzurichten. Im Laufe des 19. Jahrhunderts führten diese Baumaßnahmen zu teilweisen Zerstörungen an der Bausubstanz, andererseits nahmen die neuen Besitzer aber auch bedeutende Arbeiten zu deren Erhalt und Restaurierung vor.

## Architektur

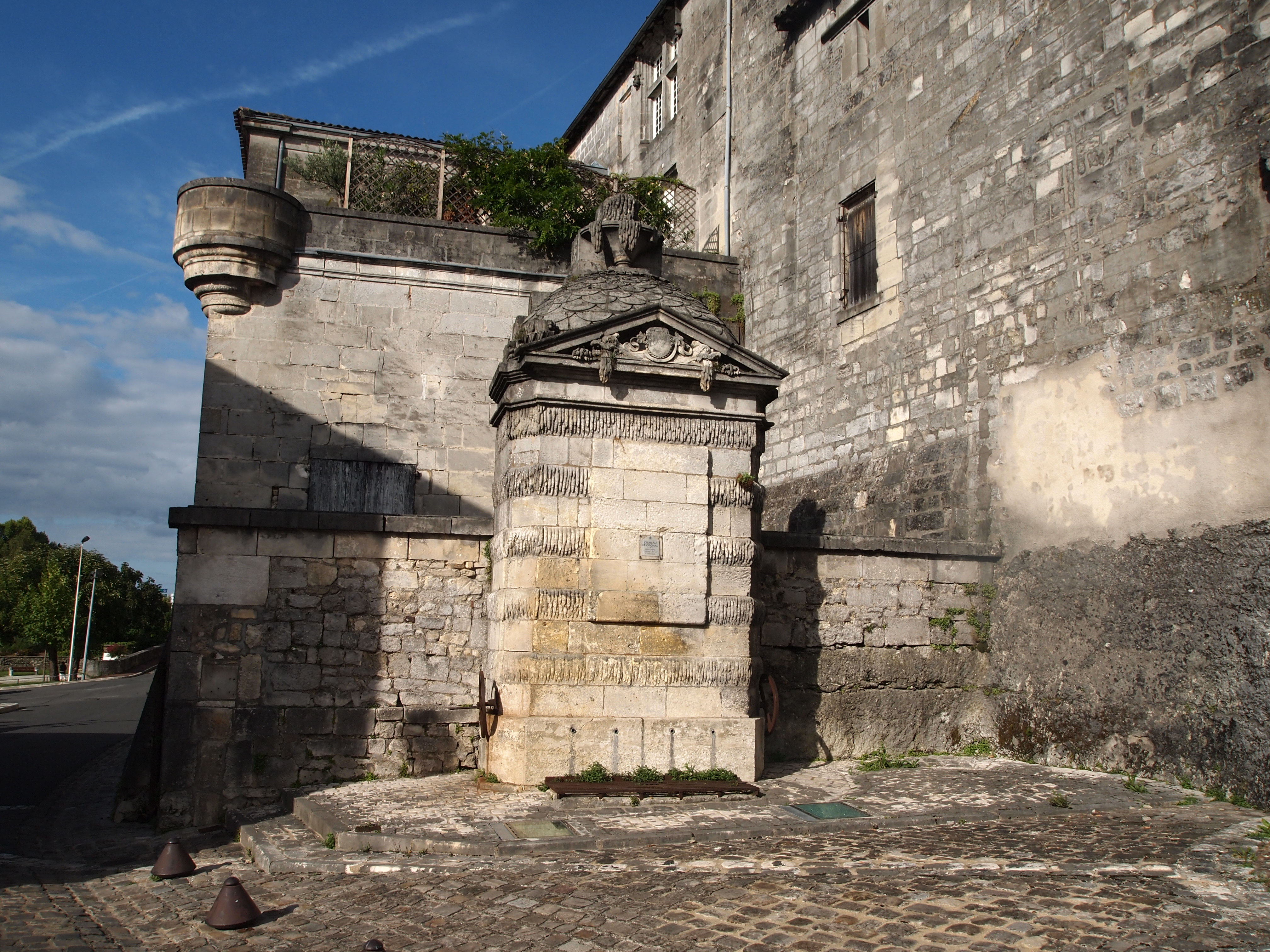
Fontaine François I. und 'Balkon des Königs'

Die Burg bzw. das Schloss von Cognac spiegelt die Architektur verschiedener Bauepochen wider (Mittelalter, Renaissance): Verleihen die Rundtürme den Bauten ein eher burgartiges, mittelalterliches Aussehen, so spiegelt die flussseitige Fassade mit ihren Rechteckfenstern und dem balcon du roi, die von Franz I. aus Italien mitgebrachte Vorliebe für die Architektur der Renaissance, wenngleich sie sich von anderen Schlössern des Königs an der Loire (Chambord, Blois) durch ihr außergewöhnlich strenges Äußeres abhebt.
Der 'Wohntrakt des Gouverneurs' (logis du gouverneur) genannte Bauteil zeigt ein schönes gotisches Portal und einen Rundturm mit innenliegender Wendeltreppe (vis). Der langgestreckte salle des gardes zeigt in seiner Mitte einen schönen Kamin mit einem federgeschmückten Helm über dem Wappen des Hauses Valois-Angoulême mitsamt drei Lilien; das Rippengewölbe im Bereich des Kamins ist recht kompliziert. Wie auf alten Fotos noch zu sehen ist, wurden auch in diesem Saal bis in die Mitte des 20. Jahrhunderts Cognacfässer gelagert.

## Fontaine François I.
Vor dem Schloss, am balcon du roi, steht ein ehemaliger Brunnen, dessen Vorgängerbau ursprünglich von Franz I. gebaut worden sein soll. Er wurde jedoch im 17. Jahrhundert in einer Mischung zwischen klassizistischen und barocken Stilelementen komplett erneuert und im 19. Jahrhundert um einige Meter versetzt. Seit dem Jahr 1925 ist das Bauwerk als Monument historique klassifiziert.